# Beardius cristhinae
Beardius cristhinae är en tvåvingeart som beskrevs av Trivinho-strixino och Siqueira 2007. Beardius cristhinae ingår i släktet Beardius och familjen fjädermyggor. Inga underarter finns listade i Catalogue of Life.